# NBCUniversal
NBCUniversal Media, LLC (abreviat ca NBCU și făcând afaceri ca simplu NBCUniversal sau Comcast NBCUniversal din 2013) este un conglomerat american multinațional de mass-media și divertisment care este o subsidiară a Comcast cu sediul la 30 Rockefeller Plaza pe Midtown Manhattan în New York City, Statele Unite.
NBCUniversal se ocupă în principal în industriile de media și divertisment. Compania este numită după două cele două divizii semnificative ale sale, National Broadcasting Company (NBC) – unul dintre cele trei mari canale de televiziune din Statele Unite – și studioul major de filme din Hollywood Universal Studios. Mai are de asemenea o prezență importantă în difuzare printr-un portofoliu de proprietăți domestice și internaționale, incluzând USA, Syfy, Bravo, E!, Telemundo (spaniolă), Universal Kids, serviciul de streaming Peacock și acțiuni de proprietate în Snap și Vox Media. Prin divizia Universal Parks & Resorts, NBCUniversal este al treilea cel mai mare operator de parcuri de distracții din întreaga lume. Din 2018, compania sa soră sub controlul lui Comcast, Sky Group Limited, deține proprietățile sale de media și telecomunicații.
NBCUniversal a fost format pe 11 mai 2004, începând în 8 noiembrie 2004 ca NBC Universal, Inc., în urma fuziunii dintre NBC al General Electric (GE) cu Vivendi Universal Entertainment, subsidiara de film și televiziune a Vivendi Universal, după ce GE a cumpărat 80% din subsidiară, lăsându-i lui Vivendi 20% din noua companie. În 2011 Comcast a achiziționat 51% din acțiuni și efectiv controlul asupra noului reformat NBCUniversal prin cumpărarea de acțiuni de la GE, iar GE le-a cumpărat pe ale lui Vivendi. Din 2013, companie este o subsidiară complet deținută de Comcast, care a cumpărat acțiunile de proprietate ale lui GE.

## Istorie

### Istoria timpurie
NBC și Televiziunea Universal au avut un parteneriat datând din 1950, când cel mai timpuriu strămoș al Universal TV, Revue Studios, a produs o serie de spectacole pentru NBC (deși ar avea și alte hit-uri pe celelalte rețele). Acest parteneriat a continuat pe parcursul mai multor schimbări de nume și schimbări de proprietate.

### Televiziune
Televiziunea NBC Universal își are rădăcinile moderne într-o serie de extinderi efectuate de NBC. La sfârșitul anilor '80, NBC a început să urmărească o strategie de diversificare, incluzând formarea a două rețele de televiziune prin cablu deținute de NBC: CNBC și America's Talking. NBC a deținut, de asemenea, parțial câteva canale sportive regionale și alte canale prin cablu, cum ar fi American Movie Classics și Court TV (până în 2007).
În 1995, NBC a început să opereze pe NBC Desktop Video, un serviciu de știri financiare care transporta video live pe computerele personale. În anul următor, NBC a anunțat un acord cu Microsoft pentru a crea un canal de televiziune prin cablu, MSNBC (folosind baza sa de abonați din rețeaua Talking America). Un joint venture separat cu Microsoft a inclus crearea unui site de știri, MSNBC.com (acum NBCNews.com).
În 1998, NBC a încheiat un parteneriat cu Dow Jones & Co. Cele două companii și-au combinat canalele de știri financiare în afara Statelor Unite. Noile rețele au inclus NBC Europa, CNBC Europa, NBC Asia, CNBC Asia, NBC Africa și CNBC Africa.
În 1999, NBC a preluat o participație de 32% în grupul Paxson, operatorul PAX TV. Cinci ani mai târziu, NBC a decis să-și vândă interesul pentru PAX TV și să pună capăt relației sale cu proprietarul PAX, Paxson Communications.
În 2001, NBC a achiziționat radiodifuzorul Telemundo în limba spaniolă, care include televiziunea bilingvă Mun2 pentru 1.98 miliarde de dolari. În același an, NBC a achiziționat canalul de televiziune Bravo.